# Gran Premio de Malasia de Motociclismo de 2019
El Gran Premio de Malasia de Motociclismo de 2019 (oficialmente Shell Malaysia Motorcycle Grand Prix) fue la decimoctava prueba del Campeonato del Mundo de Motociclismo de 2019. Tuvo lugar en el fin de semana del 1 al 3 de noviembre de 2019 en el Circuito Internacional de Sepang, situado en la localidad de Sepang, Selangor, Malasia.
La carrera de MotoGP fue ganada por Maverick Viñales, seguido de Marc Márquez y Andrea Dovizioso. Brad Binder fue el ganador de la prueba de Moto2, por delante de Álex Márquez y Thomas Lüthi. La carrera de Moto3 fue ganada por Lorenzo Dalla Porta, Sergio García fue segundo y Jaume Masiá tercero.

## Resultados

### Resultados MotoGP
| Pos.    | N.º | Piloto            | Constructor | Vueltas | Tiempo    | Parrilla | Puntos |
| ------- | --- | ----------------- | ----------- | ------- | --------- | -------- | ------ |
| 1       | 12  | Maverick Viñales  | Yamaha      | 20      | 40:14.632 | 2        | 25     |
| 2       | 93  | Marc Márquez      | Honda       | 20      | +3.059    | 11       | 20     |
| 3       | 4   | Andrea Dovizioso  | Ducati      | 20      | +5.611    | 10       | 16     |
| 4       | 46  | Valentino Rossi   | Yamaha      | 20      | +5.965    | 6        | 13     |
| 5       | 42  | Álex Rins         | Suzuki      | 20      | +6.350    | 7        | 11     |
| 6       | 21  | Franco Morbidelli | Yamaha      | 20      | +9.993    | 3        | 10     |
| 7       | 20  | Fabio Quartararo  | Yamaha      | 20      | +12.864   | 1        | 9      |
| 8       | 43  | Jack Miller       | Ducati      | 20      | +17.252   | 4        | 8      |
| 9       | 9   | Danilo Petrucci   | Ducati      | 20      | +19.773   | 8        | 7      |
| 10      | 36  | Joan Mir          | Suzuki      | 20      | +22.854   | 13       | 6      |
| 11      | 44  | Pol Espargaró     | KTM         | 20      | +24.821   | 15       | 5      |
| 12      | 63  | Francesco Bagnaia | Ducati      | 20      | +30.251   | 12       | 4      |
| 13      | 41  | Aleix Espargaró   | Aprilia     | 20      | +30.447   | 14       | 3      |
| 14      | 99  | Jorge Lorenzo     | Honda       | 20      | +34.215   | 18       | 2      |
| 15      | 82  | Mika Kallio       | KTM         | 20      | +34.461   | 19       | 1      |
| 16      | 55  | Hafizh Syahrin    | KTM         | 20      | +44.319   | 20       |        |
| 17      | 17  | Karel Abraham     | Ducati      | 20      | +47.343   | 16       |        |
| Ret     | 5   | Johann Zarco      | Honda       | 16      | Caída     | 9        |        |
| Ret     | 35  | Cal Crutchlow     | Honda       | 14      | Caída     | 5        |        |
| Ret     | 29  | Andrea Iannone    | Aprilia     | 11      | Caída     | 17       |        |
| DNS     | 88  | Miguel Oliveira   | KTM         |         | No empezó |          |        |
| 1.      |     |                   |             |         |           |          |        |
| Fuente: |     |                   |             |         |           |          |        |

### Resultados Moto2
| Pos.    | N.º | Piloto                | Constructor | Vueltas | Tiempo    | Parrilla | Puntos |
| ------- | --- | --------------------- | ----------- | ------- | --------- | -------- | ------ |
| 1       | 41  | Brad Binder           | KTM         | 18      | 38:07.843 | 3        | 25     |
| 2       | 73  | Álex Márquez          | Kalex       | 18      | +0.758    | 1        | 20     |
| 3       | 12  | Thomas Lüthi          | Kalex       | 18      | +2.683    | 5        | 16     |
| 4       | 97  | Xavi Vierge           | Kalex       | 18      | +6.646    | 4        | 13     |
| 5       | 9   | Jorge Navarro         | Speed Up    | 18      | +7.114    | 15       | 11     |
| 6       | 27  | Iker Lecuona          | KTM         | 18      | +8.582    | 12       | 10     |
| 7       | 7   | Lorenzo Baldassarri   | Kalex       | 18      | +9.232    | 22       | 9      |
| 8       | 45  | Tetsuta Nagashima     | Kalex       | 18      | +10.180   | 2        | 8      |
| 9       | 23  | Marcel Schrötter      | Kalex       | 18      | +10.807   | 8        | 7      |
| 10      | 10  | Luca Marini           | Kalex       | 18      | +14.585   | 10       | 6      |
| 11      | 40  | Augusto Fernández     | Kalex       | 18      | +16.521   | 17       | 5      |
| 12      | 11  | Nicolò Bulega         | Kalex       | 18      | +22.333   | 18       | 4      |
| 13      | 54  | Mattia Pasini         | Kalex       | 18      | +23.326   | 26       | 3      |
| 14      | 87  | Remy Gardner          | Kalex       | 18      | +23.810   | 9        | 2      |
| 15      | 77  | Dominique Aegerter    | MV Agusta   | 18      | +24.002   | 24       | 1      |
| 16      | 5   | Andrea Locatelli      | Kalex       | 18      | +24.055   | 19       |        |
| 17      | 96  | Jake Dixon            | KTM         | 18      | +27.663   | 28       |        |
| 18      | 20  | Dimas Ekky Pratama    | Kalex       | 18      | +29.455   | 27       |        |
| 19      | 16  | Joe Roberts           | KTM         | 18      | +30.896   | 25       |        |
| 20      | 2   | Jesko Raffin          | NTS         | 18      | +37.044   | 16       |        |
| 21      | 65  | Philipp Öttl          | KTM         | 18      | +50.548   | 29       |        |
| 22      | 3   | Lukas Tulovic         | KTM         | 18      | +54.921   | 30       |        |
| 23      | 18  | Xavier Cardelús       | KTM         | 18      | +1:00.678 | 32       |        |
| 24      | 33  | Enea Bastianini       | Kalex       | 17      | +1 Vuelta | 14       |        |
| Ret     | 22  | Sam Lowes             | Kalex       | 13      | Caída     | 7        |        |
| Ret     | 72  | Marco Bezzecchi       | KTM         | 12      | Caída     | 20       |        |
| Ret     | 62  | Stefano Manzi         | MV Agusta   | 10      | Retirado  | 13       |        |
| Ret     | 35  | Somkiat Chantra       | Kalex       | 8       | Retirado  | 21       |        |
| Ret     | 21  | Fabio Di Giannantonio | Speed Up    | 7       | Retirado  | 11       |        |
| Ret     | 47  | Adam Norrodin         | Kalex       | 5       | Caída     | 31       |        |
| Ret     | 88  | Jorge Martín          | KTM         | 2       | Caída     | 6        |        |
| Ret     | 64  | Bo Bendsneyder        | NTS         | 0       | Caída     | 23       |        |
| 1.      |     |                       |             |         |           |          |        |
| Fuente: |     |                       |             |         |           |          |        |

### Resultados Moto3
| Pos.    | N.º | Piloto              | Constructor | Vueltas | Tiempo    | Parrilla | Puntos |
| ------- | --- | ------------------- | ----------- | ------- | --------- | -------- | ------ |
| 1       | 48  | Lorenzo Dalla Porta | Honda       | 17      | 38:01.355 | 7        | 25     |
| 2       | 11  | Sergio García       | Honda       | 17      | +0.410    | 13       | 20     |
| 3       | 5   | Jaume Masiá         | KTM         | 17      | +0.803    | 11       | 16     |
| 4       | 79  | Ai Ogura            | Honda       | 17      | +0.885    | 14       | 13     |
| 5       | 13  | Celestino Vietti    | KTM         | 17      | +0.902    | 5        | 11     |
| 6       | 42  | Marcos Ramírez      | Honda       | 17      | +1.095    | 1        | 10     |
| 7       | 17  | John McPhee         | Honda       | 17      | +1.342    | 3        | 9      |
| 8       | 44  | Arón Canet          | KTM         | 17      | +2.253    | 12       | 8      |
| 9       | 14  | Tony Arbolino       | Honda       | 17      | +3.035    | 19       | 7      |
| 10      | 23  | Niccolò Antonelli   | Honda       | 17      | +7.726    | 18       | 6      |
| 11      | 55  | Romano Fenati       | Honda       | 17      | +8.008    | 21       | 5      |
| 12      | 75  | Albert Arenas       | KTM         | 17      | +10.521   | 4        | 4      |
| 13      | 12  | Filip Salač         | KTM         | 17      | +15.542   | 26       | 3      |
| 14      | 25  | Raúl Fernández      | KTM         | 17      | +15.873   | 20       | 2      |
| 15      | 54  | Riccardo Rossi      | Honda       | 17      | +15.950   | 29       | 1      |
| 16      | 76  | Makar Yurchenko     | KTM         | 17      | +16.064   | 28       |        |
| 17      | 84  | Jakub Kornfeil      | KTM         | 17      | +16.497   | 27       |        |
| 18      | 22  | Kazuki Masaki       | KTM         | 17      | +16.567   | 23       |        |
| 19      | 7   | Dennis Foggia       | KTM         | 17      | +24.161   | 22       |        |
| 20      | 61  | Can Öncü            | KTM         | 17      | +29.330   | 16       |        |
| 21      | 69  | Tom Booth-Amos      | KTM         | 17      | +1:22.202 | 25       |        |
| Ret     | 40  | Darryn Binder       | KTM         | 10      | Retirado  | 6        |        |
| Ret     | 71  | Ayumu Sasaki        | Honda       | 8       | Caída     | 8        |        |
| Ret     | 16  | Andrea Migno        | KTM         | 8       | Caída     | 15       |        |
| Ret     | 27  | Kaito Toba          | Honda       | 8       | Caída     | 17       |        |
| Ret     | 82  | Stefano Nepa        | KTM         | 7       | Retirado  | 24       |        |
| Ret     | 24  | Tatsuki Suzuki      | Honda       | 5       | Caída     | 2        |        |
| Ret     | 19  | Gabriel Rodrigo     | Honda       | 5       | Caída     | 9        |        |
| Ret     | 21  | Alonso López        | Honda       | 5       | Caída     | 10       |        |
| Fuente: |     |                     |             |         |           |          |        |